# Mimetica tuberata
Mimetica tuberata är en insektsart som beskrevs av Vignon 1924. Mimetica tuberata ingår i släktet Mimetica och familjen vårtbitare. Inga underarter finns listade i Catalogue of Life.